# Polla inquinata
Polla inquinata är en fjärilsart som beskrevs av W. Warren 1907. Polla inquinata ingår i släktet Polla och familjen mätare. Inga underarter finns listade i Catalogue of Life.